# Natalija Grigorjeva
Natalija Grigorjeva (ukrajinsko Наталія Григорьєва), ukrajinska atletinja, * 16. maj 1963, Išimbaj, Sovjetska zveza.
Nastopila je na poletnih olimpijskih igrah v letih 1988 in 1996, leta 1988 je osvojila četrto mesto v teku na 100 m z ovirami. Na svetovnih prvenstvih je osvojila bronasto medaljo v isti disciplini leta 1991. Okoli leta 1991 je bila kaznovana zaradi dopinga.